# تحفة (رواية)
التحفة هي رواية صدرت عام 2008 من تأليف إليز بروش ورسم كيلي ميرفي، نشرتها دار كريستي أوتافيانو للكتب. فازت بجائزة بابليشرز ويكلي لأفضل كتاب في أدب الأطفال لعام 2008، وجائزة إي. بي. أبيض يقرأ بصوت عال لعام 2009،  ووكتاب الأطفال المشهور من جمعية الكتاب الأمريكية 2009،  وهو من أكثر الكتب مبيعًا في صحيفة نيويورك تايمز. 
اعتبارًا من عام 2023، تُرجمت رواية تحفة إلى اللغة الكاتالونية والفرنسية والألمانية والعبرية والمجرية واليابانية والكورية والماندرين والبرتغالية والروسية والإسبانية والتايلاندية والتركية.

## الحبكة
رواية تحفة هي لغز من الدرجة المتوسط حول الفن المسروق والعوالم المصغرة، والصداقة المدهشة بين الخنفساء الموهوبة مارفن، وصبي وحيد يبلغ من العمر 11 عامًا يدعى جيمس. عندما يتلقى جيمس مجموعة قلم وحبر بمناسبة عيد ميلاده، يكتشف مارفن أنه يستطيع إنشاء مشاهد صغيرة ومفصلة بشكل معقد عن طريق غمس ساقيه الأماميتين في علبة الحبر والرسم على الورق. يُنسب إلى جيمس بالخطأ الفضل في صور مارفن المذهلة، وسرعان ما تنجرف الخنفساء والصبي في مغامرة في متحف متروبوليتان للفنون تتضمن روائع فنية وتزييفًا ورسمًا مسروقًا بالقلم والحبر لفنان عصر النهضة ألبريشت دورر الذي صمم مارفن وجيمس على استعادته. مع أصداء لعبة الكريكيت في تايمز سكوير ومن الملفات المختلطة للسيدة باسل إي فرانكويلر وشبكة شارلوت، تستكشف هذه الرواية الصداقة والتضحية والمعضلات الأخلاقية في سياق سرقة فنية عالية المخاطر.

## الروابط الخارجية
- تحفة فنية على موقع الناشر ماكميلان/هنري هولت وشركاه